# Kabakaburi
Kabakaburi ist eine amerindianische Gemeinschaft und ein Dorf in der Region Pomeroon-Supenaam von Guyana am Pomeroon River, 56 km entfernt von dessen Mündung. Das Dorf wurde 1845 von William Henry Brett an der Stelle des ehemaligen Fort Durban gegründet.

## Name
Der Name des Dorfes in Arawak bedeutet „der Ort mit dem juckenden Busch“. Das bezieht sich auf ein wildes Aronstabgewächs, Dieffenbachia paludicola, dessen Saft zu Hautirritationen führt. Die Arawak bezeichneten diese Pflanze als „jotoro“ und den Platz, wo sie wuchs „kabo kabura“. Daraus wurde Kabakaburi.

## Geographie
Das Dorf liegt in der Küstenebene, etwa 30 km westlich der Mündung des Essequibo und etwas mehr als 30 km südlich der Mündung des Pomeroon.
Der Fluss verläuft zunächst nach Nordosten und wendet sich erst kurz vor der Küste nach Nordwesten. In der Umgebung liegen die Siedlungen Pickersgill (NO) und Makasima (SW) und noch weiter flussaufwärts die Saint Monica Mission.
Das Gebiet ist als Kabakaburi Amerindian Village ein Indianerreservat. Es gibt vier Teilorte: Macaseema, Waiwaro, the Mission (Kabakaburi) und Aripiaco.

## Geschichte
William Brett beschreibt, dass Kabakaburi (Cabacaburi) ursprünglich nur ein Hügel war, der von Arawak besiedelt war und als Holzfäller-Siedlung gegründet wurde. Die Siedlung wurde 1843 wieder aufgegeben, bis der erste Bischof von Guiana, William Austin, es als Basis für eine Mission erwarb. Im Dorf wurden außer den Arawak auch Kalina People angesiedelt. Aber 1858 war die Kirche, welche Brett am Zusammenfluss von Pomeroon und Arapaiaco gebaut hatte, bereits so baufällig, dass sie auf einem erhöhten Platz in Kabakaburi neu gebaut werden musste.

## Wirtschaft
Die Einwohner sind hauptsächlich Arawak und Kariben (Kalina). Viele arbeiten in der Holzindustrie (ca. 60 % der Bevölkerung) oder im Bergbau. Die Landwirtschaft ist erschwert durch reguläre Überschwemmungen des Pomeroon River.
Die Kabakaburi Handicraft Association wurde 1994 für Mitglieder der Gemeinschaft gegründet und bietet Training und eine Werkstatt zum Herstellen, Aufbewahren und zum Verkauf von Handwerkskunst.

## Kultur
In Kabakaburi gibt es eine Grundschule, ein Gesundheitszentrum und eine Sporthalle. Eine neue Bibliothek in der Kabakaburi Primary School wurde 2020 eingerichtet.
Das Dorf verfügt über Gas-betriebene Generatoren zur Elektrizitätserzeugung und ein Beleuchtungssystem mit 65 kW wurde 2012 gebaut.